# Nati nel 1994/Settembre
| Questa pagina contiene informazioni ricavate automaticamente dalle voci biografiche con l'ausilio del template Bio e di un bot. L'aggiornamento è periodico e automatico e ricostruisce completamente la pagina. Se manca una persona in questa lista, sei pregato di non aggiungerla, ma accertati piuttosto che la sua voce biografica contenga il template Bio e che i dati anagrafici siano correttamente compilati. Se il template Bio manca, inseriscilo tu stesso o, in alternativa, metti l'avviso {{tmp\|Bio}} che ne segnala la mancanza. Se i dati riportati sono sbagliati, correggi direttamente la voce biografica; le modifiche saranno visibili in questa lista entro pochi giorni. Per chiarimenti vedi il progetto biografie. La lista contiene solo le 445 persone che sono citate nell'enciclopedia e per le quali è stato implementato correttamente il template Bio. Pagina aggiornata al 18 ago 2025. |

- 1º settembre - Muhammad-Ali Abdur-Rahkman, cestista statunitense
- 1º settembre - Betty Cantrell, modella statunitense
- 1º settembre - Veronica Ewers, ciclista su strada statunitense
- 1º settembre - Matt Fitzpatrick, golfista inglese
- 1º settembre - Josh Fortune, cestista statunitense
- 1º settembre - Margarita Betova, tennista russa
- 1º settembre - Shaq Goodwin, cestista statunitense
- 1º settembre - Dimi de Jong, ex snowboarder olandese
- 1º settembre - Dīmītrīs Kaklamanakīs, cestista greco
- 1º settembre - Tetjana Kit, lottatrice ucraina
- 1º settembre - Arjen Livyns, ciclista su strada belga
- 1º settembre - Lidiane Lopes, velocista capoverdiana
- 1º settembre - Riejanne Markus, ciclista su strada olandese
- 1º settembre - Haruka Miyashita, pallavolista giapponese
- 1º settembre - Matt Mobley, cestista statunitense
- 1º settembre - Bianca Ryan, cantante statunitense
- 1º settembre - Carlos Sainz Jr., pilota automobilistico spagnolo
- 1º settembre - Oliviero Troia, ex ciclista su strada italiano
- 1º settembre - Giulia Viacava, pallanuotista italiana
- 1º settembre - Daryna Zevina, nuotatrice ucraina
- 2 settembre - Giōrgos Arestī, calciatore cipriota
- 2 settembre - Caleb Brantley, giocatore di football americano statunitense
- 2 settembre - Linda Dallmann, calciatrice tedesca
- 2 settembre - Jalen Jenkins, cestista statunitense
- 2 settembre - Ayo Obileye, calciatore inglese
- 2 settembre - Kristian Pulli, lunghista finlandese
- 2 settembre - Julian Rauchfuss, ex sciatore alpino tedesco
- 2 settembre - Thomas Steu, slittinista austriaco
- 3 settembre - Leilia Adzhametova, ex atleta paralimpica ucraina
- 3 settembre - Luka Anđušić, cestista serbo
- 3 settembre - Jassina Blom, calciatrice belga
- 3 settembre - Lia-Mara Bösch, snowboarder svizzera
- 3 settembre - Matthew Dayes, giocatore di football americano statunitense
- 3 settembre - Axel Javier Fernández, calciatore uruguaiano
- 3 settembre - Chris Johnston, calciatore scozzese
- 3 settembre - Robert Kirss, calciatore estone
- 3 settembre - Peđa Krstin, tennista serbo
- 3 settembre - T.J. Logan, giocatore di football americano statunitense
- 3 settembre - Mitja Lotrič, calciatore sloveno
- 3 settembre - Jaroslav Podlesnych, pallavolista russo
- 3 settembre - Samir Raja, calciatore giordano
- 3 settembre - Glen Rea, calciatore inglese
- 4 settembre - Yousif Saeed, calciatore emiratino
- 4 settembre - Wael Arakji, cestista libanese
- 4 settembre - Senou Coulibaly, calciatore francese
- 4 settembre - Kiri Tontodonati, canottiera italiana
- 4 settembre - JeQuan Lewis, cestista statunitense
- 4 settembre - Damián Mareco, giocatore di calcio a 5 paraguaiano
- 4 settembre - Kenneth McEvoy, calciatore irlandese
- 4 settembre - Jonas Meffert, calciatore tedesco
- 4 settembre - Enock Sabumukama, calciatore burundese
- 4 settembre - Sergio Santos Gomes, calciatore brasiliano
- 4 settembre - Sabina Sharipova, tennista uzbeka
- 4 settembre - Virginia Torrecilla, ex calciatrice spagnola
- 4 settembre - Adam Vlkanova, calciatore ceco
- 4 settembre - Jacob Wiley, cestista statunitense
- 4 settembre - Pāvels Švecovs, pentatleta lettone
- 5 settembre - Ninon Abena, calciatrice camerunese
- 5 settembre - Vitor Frezarin Bueno, calciatore brasiliano
- 5 settembre - Alfonso González, calciatore messicano
- 5 settembre - Dodô, calciatore brasiliano
- 5 settembre - Zak Irvin, cestista statunitense
- 5 settembre - Chris Kane, calciatore scozzese
- 5 settembre - Gregorio Paltrinieri, nuotatore italiano
- 5 settembre - Hayley Raso, calciatrice australiana
- 5 settembre - Marco Reymond, ex sciatore alpino svizzero
- 5 settembre - Guram Samushia, calciatore georgiano
- 5 settembre - Haydar Yavuz, lottatore turco
- 5 settembre - Mike Young, cestista statunitense
- 6 settembre - Alex Aggelakos, cestista greco
- 6 settembre - Abylaikhan Amzeyev, lottatore kazako
- 6 settembre - Loveth Ayila, calciatrice nigeriana
- 6 settembre - Erich Berko, calciatore tedesco
- 6 settembre - Peng Jianfeng, tuffatore cinese
- 6 settembre - Theo Trebs, attore tedesco
- 7 settembre - Abdülkerim Bardakcı, calciatore turco
- 7 settembre - Elinor Barker, ciclista su strada e pistard britannica
- 7 settembre - Harrison Craig, cantante australiano
- 7 settembre - Irina Fetisova, pallavolista russa
- 7 settembre - Rubén González Alves, calciatore spagnolo
- 7 settembre - Kelly Hunter, pallavolista statunitense
- 7 settembre - Demetrius Jackson, ex cestista statunitense
- 7 settembre - Maren Lundby, ex saltatrice con gli sci norvegese
- 7 settembre - Eros Medaglia, calciatore argentino
- 7 settembre - Hatty Nawezhi, cestista della Repubblica Democratica del Congo
- 7 settembre - Duane Notice, cestista canadese
- 7 settembre - Simon Tibbling, calciatore svedese
- 7 settembre - Carlos Martín Vigaray, calciatore spagnolo
- 7 settembre - Kento Yamazaki, attore e modello giapponese
- 7 settembre - Maksym Zaderaka, calciatore ucraino
- 7 settembre - Goran Zec, ex giocatore di football americano serbo
- 8 settembre - Jillian Alleyne, cestista statunitense
- 8 settembre - Marco Benassi, ex calciatore italiano
- 8 settembre - Yassine Benzia, calciatore algerino
- 8 settembre - Baptiste Brochu, ex snowboarder canadese
- 8 settembre - Ryan Camenzuli, calciatore maltese
- 8 settembre - José Ricardo Cortés, calciatore colombiano
- 8 settembre - Cameron Dallas, attore, modello e cantante statunitense
- 8 settembre - Élie Dupuis, cantante, musicista e attore canadese
- 8 settembre - Jorge Eduardo, calciatore brasiliano
- 8 settembre - Brandon Facyson, giocatore di football americano statunitense
- 8 settembre - Bruno Fernandes, calciatore portoghese
- 8 settembre - George Honeyman, calciatore inglese
- 8 settembre - Daiya Maekawa, calciatore giapponese
- 8 settembre - Agus Medina, calciatore spagnolo
- 8 settembre - Ivan Ntege, calciatore ugandese
- 8 settembre - Gonzalo Piovi, calciatore argentino
- 8 settembre - Rigoberto Sanchez, giocatore di football americano statunitense
- 8 settembre - Boubacar Sidibé, cestista maliano
- 8 settembre - Sebastian Stasiak, pentatleta polacco
- 8 settembre - I Gede Siman Sudartawa, nuotatore indonesiano
- 8 settembre - Lily Sullivan, attrice australiana
- 8 settembre - Alan Techer, pilota motociclistico francese
- 8 settembre - Ghayas Zahid, calciatore norvegese
- 9 settembre - Emanuel Archibald, lunghista e velocista guyanese
- 9 settembre - Jure Balkovec, calciatore sloveno
- 9 settembre - Kevin Calia, pilota motociclistico italiano
- 9 settembre - Alice Greppi, calciatrice italiana
- 9 settembre - Yūto Horigome, calciatore giapponese
- 9 settembre - Ibrahim Koneh, calciatore camerunese
- 9 settembre - Kristoffer Jakobsen, sciatore alpino svedese
- 9 settembre - Sheezan Mohammed Khan, attore indiano
- 9 settembre - Gilbert Koomson, calciatore ghanese
- 9 settembre - Mekki Leeper, attore, sceneggiatore e cabarettista statunitense
- 9 settembre - Matt Macey, calciatore inglese
- 9 settembre - Jack Marriott, calciatore inglese
- 9 settembre - Lucas Ontivero, calciatore argentino
- 9 settembre - Tat'jana Romanova, pallavolista russa
- 9 settembre - Jesús Rubio, calciatore andorrano
- 9 settembre - Omer Shapira, ex ciclista su strada israeliana
- 9 settembre - Yūta Toyokawa, calciatore giapponese
- 9 settembre - Rwslan Valïwllïn, calciatore kazako
- 10 settembre - Cain Attard, calciatore maltese
- 10 settembre - Matteo Corazzi, ex rugbista a 15 e dirigente sportivo italiano
- 10 settembre - Brandone Francis, cestista dominicano
- 10 settembre - Artëm Markelov, ex pilota automobilistico russo
- 10 settembre - Riccardo Sartori, hockeista su ghiaccio svizzero
- 10 settembre - Mehdi Torabi, calciatore iraniano
- 11 settembre - Jorman Aguilar, calciatore panamense
- 11 settembre - Lucas Auer, pilota automobilistico austriaco
- 11 settembre - Joshua Bluhm, bobbista tedesco
- 11 settembre - Jaylon Brown, cestista statunitense
- 11 settembre - Dwayne Didon, ex nuotatore seychellese
- 11 settembre - Jordi El Niño Polla, youtuber e attore pornografico spagnolo
- 11 settembre - Birhanu Legese, maratoneta e mezzofondista etiope
- 11 settembre - Bruna Lirio, modella brasiliana
- 11 settembre - Nyiko Mobbie, calciatore sudafricano
- 11 settembre - Nicolás Morgantini, calciatore argentino
- 11 settembre - Piotr Padlewski, speedcuber polacco
- 11 settembre - Natalija Pryščepa, mezzofondista ucraina
- 11 settembre - Bekžan Sagynbaev, calciatore kirghiso
- 11 settembre - Akihiro Yamaguchi, ex nuotatore giapponese
- 11 settembre - Mateus dos Santos Castro, calciatore brasiliano
- 12 settembre - Mhairi Black, politica scozzese
- 12 settembre - Sergej Božin, calciatore russo
- 12 settembre - Simone Consonni, ciclista su strada e pistard italiano
- 12 settembre - Evan Engram, giocatore di football americano statunitense
- 12 settembre - Go Won-hee, attrice sudcoreana
- 12 settembre - Jeffrey Herlings, pilota motociclistico olandese
- 12 settembre - Ashleigh Johnson, pallanuotista statunitense
- 12 settembre - Gideon Jung, calciatore tedesco
- 12 settembre - RM, rapper, compositore e paroliere sudcoreano
- 12 settembre - Federico Marrazzo, pallavolista italiano
- 12 settembre - Joshua Nadeau, calciatore francese
- 12 settembre - Stefano Oppo, canottiere italiano
- 12 settembre - Nicolás Orsini, calciatore argentino
- 12 settembre - Petar Premović, pallavolista serbo
- 12 settembre - Elina Svitolina, tennista ucraina
- 12 settembre - Álvaro Vadillo, calciatore spagnolo
- 12 settembre - Ish Wainright, cestista statunitense
- 13 settembre - Gennadiy Adams, giocatore di football americano statunitense
- 13 settembre - Lucas Andersen, calciatore danese
- 13 settembre - Leonor Andrade, cantante e attrice portoghese
- 13 settembre - Kiran Badloe, velista olandese
- 13 settembre - Side Baby, rapper italiano
- 13 settembre - Khallid Hart, ex cestista statunitense
- 13 settembre - Sepp Kuss, ciclista su strada statunitense
- 13 settembre - Chirine Lamti, calciatrice danese
- 13 settembre - Mana Mihashi, ex calciatrice giapponese
- 13 settembre - Joel Pohjanpalo, calciatore finlandese
- 13 settembre - Ahmed Waseem Razeek, calciatore tedesco
- 13 settembre - Troy Reeder, giocatore di football americano statunitense
- 13 settembre - Quillan Roberts, calciatore canadese
- 13 settembre - Anna Karolína Schmiedlová, tennista slovacca
- 13 settembre - Nick Schultz, ciclista su strada australiano
- 13 settembre - Layton Williams, attore e ballerino britannico
- 13 settembre - Ayaka Ōhashi, doppiatrice e cantante giapponese
- 14 settembre - Fahad Al-Muwallad, calciatore saudita
- 14 settembre - Marcus Allen, ex cestista statunitense
- 14 settembre - Brahim Darri, calciatore olandese
- 14 settembre - Léo Dubois, calciatore francese
- 14 settembre - Magne Haga, fondista norvegese
- 14 settembre - Niko Hansen, ex calciatore danese
- 14 settembre - Gary Harris, cestista statunitense
- 14 settembre - Connor Krempicki, calciatore tedesco
- 14 settembre - Marcus Lee, cestista statunitense
- 14 settembre - Matheus Mancini, calciatore brasiliano
- 14 settembre - Travis Munnings, cestista bahamense
- 14 settembre - Daniel O'Shaughnessy, calciatore finlandese
- 14 settembre - Caterina Ravaglia, modella italiana
- 14 settembre - Kieran Sadlier, calciatore irlandese
- 14 settembre - Makena Schoene, pallavolista statunitense
- 14 settembre - Franco Soldano, calciatore argentino
- 15 settembre - Rodney Adams, giocatore di football americano statunitense
- 15 settembre - Luis Mago, calciatore venezuelano
- 15 settembre - Björn Engels, calciatore belga
- 15 settembre - David Goldar, calciatore spagnolo
- 15 settembre - Philipp Haun, giocatore di football americano austriaco
- 15 settembre - Alex Hofer, ex sciatore alpino italiano
- 15 settembre - Ricardo Horta, calciatore portoghese
- 15 settembre - Dharma Mangia Woods, attrice e modella italiana
- 15 settembre - Nicholas Marfelt, calciatore danese
- 15 settembre - Jozef Menich, calciatore slovacco
- 15 settembre - Jair Nunes, ex calciatore saotomense
- 15 settembre - Alana Parnaby, tennista australiana
- 15 settembre - Thomas Reilly, calciatore scozzese
- 15 settembre - Mitchell Slaggert, attore statunitense
- 15 settembre - Riccardo Stabellini, pallamanista italiano
- 15 settembre - Wout Van Aert, ciclocrossista e ciclista su strada belga
- 15 settembre - Ria Öling, calciatrice finlandese
- 16 settembre - Matija Almaši, giocatore di football americano serbo
- 16 settembre - Chris Carson, ex giocatore di football americano statunitense
- 16 settembre - Nekagenet Crippa, mezzofondista italiano
- 16 settembre - Maikel Delacalle, cantante e rapper spagnolo
- 16 settembre - Han Yutong, pattinatrice di short track cinese
- 16 settembre - Martin Hermannsson, cestista islandese
- 16 settembre - Kiera Hogan, wrestler statunitense
- 16 settembre - Ahlidin Israilov, calciatore kirghiso
- 16 settembre - Tori Jankoska, ex cestista statunitense
- 16 settembre - Marc Loving, cestista statunitense
- 16 settembre - Dīmītrīs Manos, calciatore greco
- 16 settembre - Aleksandar Mitrović, calciatore serbo
- 16 settembre - Avery Moss, giocatore di football americano statunitense
- 16 settembre - Daudet N'Dongala, calciatore francese
- 16 settembre - Bruno Petković, calciatore croato
- 16 settembre - Mina Popović, pallavolista serba
- 16 settembre - Semmie Radji, giocatore di football americano olandese
- 16 settembre - Iván Torres, calciatore paraguaiano
- 16 settembre - Florin Wagner, calciatrice tedesca
- 16 settembre - Nigel Williams-Goss, cestista statunitense
- 16 settembre - Riccardo Zanotti, cantautore, produttore discografico e polistrumentista italiano
- 16 settembre - Stéfano de Gregorio, attore argentino
- 17 settembre - Mohammad Anas, velocista indiano
- 17 settembre - Steven Cook, ex cestista statunitense
- 17 settembre - Avto Endeladze, calciatore georgiano
- 17 settembre - Piers Gilliver, schermidore britannico
- 17 settembre - Matúš Hruška, calciatore slovacco
- 17 settembre - Boris Kopitović, calciatore montenegrino
- 17 settembre - Javier Eduardo López, calciatore messicano
- 17 settembre - Lebohang Maboe, calciatore sudafricano
- 17 settembre - Gentjana Rochi, calciatrice macedone
- 17 settembre - Aslı Sümen, attrice, ballerina e modella turca
- 18 settembre - Nik'a Amashuk'eli, ex rugbista a 15 e arbitro di rugby a 15 georgiano
- 18 settembre - Domonic Bedggood, tuffatore australiano
- 18 settembre - Alina Cvilij, marciatrice ucraina
- 18 settembre - Hughie Fury, pugile britannico
- 18 settembre - Chrisann Gordon, velocista giamaicana
- 18 settembre - Eldred Henry, pesista e discobolo anglo-verginiano
- 18 settembre - Ka'dar Hollman, giocatore di football americano statunitense
- 18 settembre - Elica Jankova, lottatrice bulgara
- 18 settembre - Žan Karničnik, calciatore sloveno
- 18 settembre - Oleksandr Kukurba, aviatore e militare ucraino († 2022)
- 18 settembre - Gaia Moretto, pallavolista italiana
- 18 settembre - Olga Sáez Larra, tennista spagnola
- 18 settembre - Yeung Man Wai, altista hongkonghese
- 18 settembre - Dominick Zator, calciatore canadese
- 19 settembre - Elena Bertocchi, tuffatrice italiana
- 19 settembre - Ol'ga Birjukova, pallavolista russa
- 19 settembre - Mamadou Diallo, calciatore senegalese
- 19 settembre - Alex Etel, attore britannico
- 19 settembre - Robert Ivanov, calciatore finlandese
- 19 settembre - Luka Krajnc, calciatore sloveno
- 19 settembre - Mathiang Mathiang, ex calciatore sudsudanese
- 19 settembre - Gustavo Menezes, pilota automobilistico statunitense
- 19 settembre - Robert Nkemdiche, giocatore di football americano statunitense
- 19 settembre - Ihor Žurachovs'kyj, ex calciatore ucraino
- 20 settembre - Petar Aranitović, cestista serbo
- 20 settembre - Noelia Bermúdez, calciatrice costaricana
- 20 settembre - Wallis Day, attrice britannica
- 20 settembre - Liam Farley, ex cestista statunitense
- 20 settembre - Brandon Fernandes, calciatore indiano
- 20 settembre - Rafael Furlan, calciatore brasiliano
- 20 settembre - Giovanni González, calciatore uruguaiano
- 20 settembre - Igor' Gorbunov, calciatore russo
- 20 settembre - Thomas Henry, calciatore francese
- 20 settembre - Jonathan Jones, giocatore di football americano statunitense
- 20 settembre - Josh Jones, giocatore di football americano statunitense
- 20 settembre - Emiliano Lauzi, snowboarder italiano
- 20 settembre - Sibongiseni Mthethwa, calciatore sudafricano
- 20 settembre - Dávid Márkvárt, calciatore ungherese
- 20 settembre - Austin Nichols, ex cestista statunitense
- 20 settembre - Mathilde Ollivier, attrice e modella francese
- 20 settembre - Stefan Reichmuth, lottatore svizzero
- 20 settembre - Daisuke Satō, calciatore filippino
- 20 settembre - Gökhan Sazdağı, calciatore turco
- 20 settembre - Mohamadou Sumareh, calciatore gambiano
- 20 settembre - Jevhen Zaporožec', calciatore ucraino
- 21 settembre - Elena Andrieș, sollevatrice rumena
- 21 settembre - Georgia Baker, pistard e ciclista su strada australiana
- 21 settembre - Davide Ballerini, ciclista su strada italiano
- 21 settembre - Lorenzo Bilotti, bobbista e velocista italiano
- 21 settembre - Nicolas Chabot, allenatore di calcio francese
- 21 settembre - John Franklin III, giocatore di football americano statunitense
- 21 settembre - Hideki Ishige, calciatore giapponese
- 21 settembre - Torben Johannesen, canottiere tedesco
- 21 settembre - Maé-Bérénice Méité, pattinatrice artistica su ghiaccio francese
- 21 settembre - Fumi Nikaidō, attrice e modella giapponese
- 21 settembre - Benjamin Proud, nuotatore britannico
- 21 settembre - Demarcus Robinson, giocatore di football americano statunitense
- 21 settembre - Robin Sid, calciatore finlandese
- 22 settembre - Robert Andrich, calciatore tedesco
- 22 settembre - Alex Anzalone, giocatore di football americano statunitense
- 22 settembre - Hørður Askham, calciatore faroese
- 22 settembre - Saïd Bakari, calciatore francese
- 22 settembre - Carlos Correa, giocatore di baseball portoricano
- 22 settembre - Thomas George, canottiere britannico
- 22 settembre - Diego Gonçalves, calciatore brasiliano
- 22 settembre - Joshua Haas, giocatore di football americano tedesco
- 22 settembre - Mohamed Kanno, calciatore saudita
- 22 settembre - Christopher Lenz, calciatore tedesco
- 22 settembre - Boubacar Moungoro, ex cestista maliano
- 22 settembre - Park Jin-young, cantante e attore sudcoreano
- 22 settembre - Solea Pfeiffer, attrice statunitense
- 22 settembre - Haason Reddick, giocatore di football americano statunitense
- 22 settembre - Cenk Şahin, calciatore turco
- 22 settembre - Aliaschab Siražov, taekwondoka russo
- 22 settembre - Pyry Soiri, calciatore finlandese
- 22 settembre - Antonio Jesús Soto, ciclista su strada spagnolo
- 22 settembre - Alexander Wennberg, hockeista su ghiaccio svedese
- 23 settembre - Alana Gonçalo da Silva, cestista brasiliana
- 23 settembre - Bai Lu, attrice cinese
- 23 settembre - Christof Brandner, ex sciatore alpino tedesco
- 23 settembre - Wilder Cartagena, calciatore peruviano
- 23 settembre - Rigino Cicilia, calciatore olandese
- 23 settembre - Maggie Ewen, pesista, discobola e martellista statunitense
- 23 settembre - Raúl González, ex calciatore portoricano
- 23 settembre - Takuya Kida, calciatore giapponese
- 23 settembre - Louisa Lippmann, pallavolista e giocatrice di beach volley tedesca
- 23 settembre - Yerry Mina, calciatore colombiano
- 23 settembre - Tiffany Mitchell, cestista statunitense
- 23 settembre - Gift Motupa, calciatore sudafricano
- 23 settembre - Aurora Perrineau, attrice statunitense
- 23 settembre - Sepideh Qoliyan, giornalista e scrittrice iraniana
- 23 settembre - Francisco Israel Rivera, calciatore messicano
- 23 settembre - Federica Tombolato, ex pattinatrice di short track italiana
- 24 settembre - Miguel Almirón, calciatore paraguaiano
- 24 settembre - Ryan Astles, calciatore inglese
- 24 settembre - Achraf Bencharki, calciatore marocchino
- 24 settembre - Willie Clemons, calciatore bermudiano
- 24 settembre - Frederik Holst, calciatore danese
- 24 settembre - Romario Ibarra, calciatore ecuadoriano
- 24 settembre - Alexandra Lazić, pallavolista svedese
- 24 settembre - Rebecka Lazić, pallavolista svedese
- 24 settembre - Bidje Manzia, calciatore congolese (Repubblica Democratica del Congo)
- 24 settembre - Robb Banks, rapper statunitense
- 24 settembre - Park Se-wan, attrice sudcoreana
- 24 settembre - Omar Prewitt, cestista statunitense
- 24 settembre - Nicola Tumolero, pattinatore di velocità su ghiaccio italiano
- 24 settembre - Moisés Wolschick, calciatore brasiliano
- 25 settembre - Mashu Baker, judoka giapponese
- 25 settembre - Kwame Bonsu, calciatore ghanese
- 25 settembre - Raja Fenske, attore statunitense
- 25 settembre - Thomas Foket, calciatore belga
- 25 settembre - Kylie Jefferson, ballerina, attrice e coreografa statunitense
- 25 settembre - Thomas Kilchmann, giocatore di football americano svizzero
- 25 settembre - Emma Koivisto, calciatrice finlandese
- 25 settembre - Jean Evrard Kouassi, calciatore ivoriano
- 25 settembre - Jansen Panettiere, attore statunitense († 2023)
- 25 settembre - Andrej Panjukov, calciatore russo
- 25 settembre - Patryk Sokołowski, calciatore polacco
- 25 settembre - Aleksandra Stanaćev, cestista serba
- 25 settembre - Kai Verbij, pattinatore di velocità su ghiaccio olandese
- 26 settembre - Belén Casetta, siepista, mezzofondista e ostacolista argentina
- 26 settembre - Jack Conger, nuotatore statunitense
- 26 settembre - Isaac Dogboe, pugile ghanese
- 26 settembre - Brian Fernández, calciatore argentino
- 26 settembre - Höskuldur Gunnlaugsson, calciatore islandese
- 26 settembre - Leyton Hammonds, cestista statunitense
- 26 settembre - Jean Irmer, calciatore brasiliano
- 26 settembre - Marcell Jacobs, velocista e ex lunghista italiano
- 26 settembre - Lorenz Koller, slittinista austriaco
- 26 settembre - Kristina Raković, cestista montenegrina
- 26 settembre - Eric Wilson, giocatore di football americano statunitense
- 26 settembre - Leo Štulac, calciatore sloveno
- 27 settembre - Cindy Bruna, supermodella francese
- 27 settembre - Csaba Burján, pattinatore di short track ungherese
- 27 settembre - Matt Cafer, calciatore gibilterriano
- 27 settembre - Walter Clar, calciatore paraguaiano
- 27 settembre - Mateus De Oliveira Silva, calciatore brasiliano
- 27 settembre - Mounir El Allouchi, calciatore olandese
- 27 settembre - Ariel Lassiter, calciatore costaricano
- 27 settembre - Michele Marchetti, hockeista su ghiaccio italiano
- 27 settembre - Nico Neidhart, calciatore tedesco
- 27 settembre - Anya Olsen, attrice pornografica statunitense
- 27 settembre - Mauro Ortiz, calciatore argentino
- 27 settembre - Oleksandr Svatok, calciatore ucraino
- 28 settembre - Xavier Arreaga, calciatore ecuadoriano
- 28 settembre - Benjamin Axus, judoka francese
- 28 settembre - Elisa Bortoli, mezzofondista italiana
- 28 settembre - Maria Centracchio, ex judoka italiana
- 28 settembre - Trevor Daniel, cantante statunitense
- 28 settembre - Mateus Gonçalves Martins, calciatore brasiliano
- 28 settembre - Ashley Hugill, giocatore di snooker inglese
- 28 settembre - Kim Tae-yun, pattinatore di velocità su ghiaccio sudcoreano
- 28 settembre - Onurcan Piri, calciatore turco
- 28 settembre - Vegas Jones, rapper italiano
- 28 settembre - Lucas Salas, calciatore argentino
- 28 settembre - Corinne Suter, sciatrice alpina svizzera
- 28 settembre - Rodrigo Tapia, calciatore argentino
- 29 settembre - Laura Barberis, calciatrice italiana
- 29 settembre - Giacomo Colavito, attore italiano
- 29 settembre - Britteny Cox, ex sciatrice freestyle australiana
- 29 settembre - Halsey, cantautrice e attrice statunitense
- 29 settembre - Nicholas Galitzine, attore britannico
- 29 settembre - Valentin Gnahoua, giocatore di football americano francese
- 29 settembre - Kenji Gorré, calciatore olandese
- 29 settembre - Marco Ilsø, attore danese
- 29 settembre - Jaelin Kauf, sciatrice freestyle statunitense
- 29 settembre - Kevin Ray Mendoza, calciatore filippino
- 29 settembre - Joseph Mensah, calciatore ghanese
- 29 settembre - Steve Mounié, calciatore beninese
- 29 settembre - Katarzyna Niewiadoma, ciclista su strada polacca
- 29 settembre - Giuseppe Mattia Parisi, pentatleta italiano
- 29 settembre - Andy Polo, calciatore peruviano
- 29 settembre - Dominic Samuel, calciatore canadese
- 29 settembre - Aleksa Vidić, calciatore serbo
- 29 settembre - Afiq Fazail, calciatore malaysiano
- 30 settembre - Samantha Arévalo, nuotatrice ecuadoriana
- 30 settembre - Michael Bryson, cestista statunitense
- 30 settembre - Raphaël Coleman, attore e attivista britannico († 2020)
- 30 settembre - Elisabeth Kappaurer, sciatrice alpina austriaca
- 30 settembre - Greg Leigh, calciatore inglese
- 30 settembre - Andrea Mantovani, pilota motociclistico italiano
- 30 settembre - Ryan McLaughlin, calciatore nordirlandese
- 30 settembre - Alija Mustafina, ex ginnasta e allenatrice di ginnastica artistica russa
- 30 settembre - Mohcine Nader, calciatore portoghese
- 30 settembre - Goodluck Okonoboh, ex cestista statunitense
- 30 settembre - Adenike Oladosu, attivista nigeriana
- 30 settembre - Wayne Selden, cestista statunitense
- 30 settembre - Tommy Semmy, calciatore papuano
- 30 settembre - Nikola Storm, calciatore belga
- 30 settembre - Iulian Teodosiu, schermidore rumeno
- 30 settembre - Mikael Uhre, calciatore danese
- 30 settembre - Dries Van Gestel, ciclista su strada belga
- 30 settembre - DeMarcus Walker, giocatore di football americano statunitense